# 拉迪孔多利
拉迪孔多利（義大利語：Radicondoli），是意大利锡耶纳省的一个市镇。总面积132平方公里，人口974人，人口密度7.4人/平方公里（2009年）。ISTAT代码为052025。